# أوريا بن شمعيا
أوريا بن شمعيا، حسب العهد القديم، هو نبي من أنبياء بني إسرائيل ورد ذكره في سفر إرميا.
يوصف بأنه ابن شمعيا من قرية يعاريم. في عهد يهوياقيم، ملك يهوذا، هرب إلى مصر من قسوة الملك، ولكن قبضوا عليه، وقطعت رأسه و«ألقى جسده في قبور عامة الناس».